# Rosario Porto Ortega
Pour les articles homonymes, voir Porto (homonymie) et Ortega.
Rosario Porto Ortega, née à Saint-Jacques-de-Compostelle le 18 décembre 1969 et décédée dans la prison de Brieva, dans la province d'Ávila, le 18 novembre 2020, est une avocate espagnole, ancienne consule honoraire de France en Galice.
Elle est condamnée en 2015 pour l'assassinat de sa fille Asunta, dans l'affaire Asunta Basterra qui défraie la chronique en 2013, clamant son innocence le reste de sa vie.

## Biographie
Issue de la grande bourgeoisie galicienne, Rosario Porto Ortega est la fille de la professeure en histoire de l'art María do Socorro Ortega Romero et de l'avocat et diplomate Francisco Porto Mella.
Diplômée en droit de l'Université de Saint-Jacques-de-Compostelle et de l'Université Paris-III, titulaire d'une maîtrise en droit comparé, elle s'inscrit au barreau en tant qu'avocate et reprend le cabinet de son père Francisco Porto Mella. Elle est consule honoraire de France entre 1997 et 2006 à Saint-Jacques-de-Compostelle, à la suite de son père. Personnalité reconnue de la communauté française de Galice, elle est décorée de l'Ordre national du Mérite.
Elle épouse en février 1996 le journaliste Alfonso Basterra Camporro. En 2001, le couple adopte une enfant chinoise d'un an nommée Fang Yong, originaire de la ville de Yongzhou (Hunan), qu'ils prénomment Asunta à son arrivée en Galice. Les époux se séparent en 2013.
Rosario Porto Ortega est condamnée en 2015 pour l'assassinat de la fillette, disparue en septembre 2013. Le juge est le magistrat médiatique José Antonio Vázquez Taín.
Cet infanticide défraie la chronique en Europe. Elle n'a de cesse de clamer son innocence, tout comme son ex-mari Alfonso Basterra.
Après plusieurs tentatives de suicide, elle met fin à ses jours, en 2020, dans la prison de Brevia, dans la province d'Ávila, où elle purgeait sa peine.

## Postérité
- En 2024, son rôle est joué par l'actrice Candela Peña dans la série à succès de Netflix L'Affaire Asunta[11].